# Браун, Спенсер (игрок в американский футбол, февраль 1998)
Спенсер Браун (англ. Spencer Brown; 28 февраля 1998, Ленокс, Айова) — профессиональный американский футболист, выступающий на позиции тэкла нападения в клубе НФЛ «Баффало Биллс». На студенческом уровне играл за команду университета Северной Айовы. На драфте НФЛ 2021 года был выбран в третьем раунде.

## Биография
Спенсер Браун родился 28 февраля 1998 года в Леноксе в штате Айова. Один из трёх детей в семье. Учился в старшей школе Ленокса. В составе её футбольной команды играл в защите и нападении, в 2015 году становился победителем чемпионата округа, трижды включался в сборную звёзд турнира. Также играл в бейсбол и баскетбол, в обоих видах спорта входил в состав сборной звёзд конференции. После окончания школы поступил в университет Северной Айовы.

### Любительская карьера
Сезон 2016 года Браун провёл в статусе освобождённого игрока, не принимая участия в матчах команды. В 2017 году он дебютировал в турнире NCAA, сыграл в пяти матчах на позиции правого тэкла, прежде чем получил травму, из-за которой пропустил оставшуюся часть сезона. В 2018 году сыграл в тринадцати матчах, все, кроме одного, начав в стартовом составе.
В 2020 году сезон поддивизиона FCS был перенесён из-за пандемии COVID-19, после чего Браун отказался от возможности выступлений за команду, сосредоточившись на подготовке к драфту НФЛ. Несмотря на это, в начале 2021 года он принял участие в матче всех звёзд выпускников колледжей и показательных тренировках на базе университета.

### Профессиональная карьера
Перед драфтом НФЛ 2021 года аналитик сайта Bleacher Report Брэндон Торн прогнозировал Брауну выбор в третьем раунде драфта и будущее игрока стартового состава. К преимуществам игрока он относил редкое сочетание габаритов и атлетизма, подвижность, физическую мощь, силовой жёсткий стиль игры и умение применять различные техники работы рук. Главным минусом Брауна Торн называл нестабильность и недостаточное отточенное мастерство, к другим недостаткам он относил нехватку игровой дисциплины и уязвимость для обманных движений соперников сразу после ввода мяча в игру.
Браун был задрафтован «Баффало Биллс» в третьем раунде под общим 93 номером. В июле 2021 года он подписал с клубом четырёхлетний контракт. В дебютном сезоне он сыграл за Биллс в тринадцати матчах. Издание Pro Football Focus оценило действия Брауна в выносном нападении в 70,6 баллов, во время пасовых розыгрышей он позволил соперникам 36 раз оказывать давление на квотербека и получил оценку 49,1 баллов. При этом отмечалось, что недостатки Брауна частично компенсирует мобильный стиль игры Джоша Аллена, а их устранение позволит ему стать одним из самых прогрессирующих игроков следующего сезона.